# Lista odcinków serialu The Knick
Poniżej znajduje się lista odcinków serialu telewizyjnego The Knick – emitowanego przez amerykańską stację telewizyjną  Cinemax od 8 sierpnia 2014 roku. W Polsce serial jest emitowany od 9 sierpnia 2014 roku przez stację Cinemax Polska.
| Sezon | Sezon | Odcinki | Oryginalna emisja    | Oryginalna emisja    | Oryginalna emisja    | Oryginalna emisja    | Oryginalna emisja |
| Sezon | Sezon | Odcinki | Premiera sezonu      | Finał sezonu         | Premiera sezonu      | Finał sezonu         |                   |
| ----- | ----- | ------- | -------------------- | -------------------- | -------------------- | -------------------- | ----------------- |
|       | 1     | 10      | 8 sierpnia 2014      | 17 października 2014 | 9 sierpnia 2014      | 18 października 2014 |                   |
|       | 2     | 10      | 16 października 2015 | brak danych          | 17 października 2015 | brak danych          |                   |

## Sezon 1 (2014)
| Nr | #  | Tytuł                 | Reżyseria         | Scenariusz                | Premiera Cinemax     | Premiera Cinemax Polska |
| -- | -- | --------------------- | ----------------- | ------------------------- | -------------------- | ----------------------- |
| 1  | 1  | Method and Madness    | Steven Soderbergh | Jack Amiel Michael Begler | 8 sierpnia 2014      | 9 sierpnia 2014         |
| 2  | 2  | Mr. Paris Shoes       | Steven Soderbergh | Jack Amiel Michael Begler | 15 sierpnia 2014     | 16 sierpnia 2014        |
| 3  | 3  | The Busy Flea         | Steven Soderbergh | Jack Amiel Michael Begler | 22 sierpnia 2014     | 23 sierpnia 2014        |
| 4  | 4  | Where's The Dignity?  | Steven Soderbergh | Jack Amiel Michael Begler | 5 września 2014      | 6 września 2014         |
| 5  | 5  | They Capture the Heat | Steven Soderbergh | Steven Katz               | 12 września 2014     | 13 września 2014        |
| 6  | 6  | Start Calling Me Dad  | Steven Soderbergh | Jack Amiel Michael Begler | 19 września 2014     | 20 września 2014        |
| 7  | 7  | Get the Rope          | Steven Soderbergh | Jack Amiel Michael Begler | 26 września 2014     | 27 września 2014        |
| 8  | 8  | Working Late a Lot    | Steven Soderbergh | Jack Amiel Michael Begler | 3 października 2014  | 4 października 2014     |
| 9  | 9  | The Golden Lotus      | Steven Soderbergh | Steven Katz               | 10 października 2014 | 11 października 2014    |
| 10 | 10 | Crutchfield           | Steven Soderbergh | Jack Amiel Michael Begler | 17 października 2014 | 18 października 2014    |

## Sezon 2 (2015)
| Nr | #  | Tytuł                                  | Reżyseria         | Scenariusz                  | Premiera Cinemax     | Premiera Cinemax Polska |
| -- | -- | -------------------------------------- | ----------------- | --------------------------- | -------------------- | ----------------------- |
| 11 | 1  | Ten Knots                              | Steven Soderbergh | Jack Amiel & Michael Begler | 16 października 2015 | 17 października 2015    |
| 12 | 2  | You're No Rose                         | Steven Soderbergh | Jack Amiel & Michael Begler | 23 października 2015 | 24 października 2015    |
| 13 | 3  | The Best with the Best to Get the Best | Steven Soderbergh | Jack Amiel & Michael Begler | 30 października 2015 | 31 października 2015    |
| 14 | 4  | Wonderful Surprises                    | Steven Soderbergh | Jack Amiel & Michael Begler | 6 listopada 2015     | 7 listopada 2015        |
| 15 | 5  | Whiplash                               | Steven Soderbergh | Steven Katz                 | 13 listopada 2015    | 14 listopada 2015       |
| 16 | 6  | There Are Rules                        | Steven Soderbergh | Jack Amiel & Michael Begler | 20 listopada 2015    | 21 listopada 2015       |
| 17 | 7  | Williams and Walker                    | Steven Soderbergh | Jack Amiel & Michael Begler | 27 listopada 2015    | 28 listopada 2015       |
| 18 | 8  | Not Well at All                        | Steven Soderbergh | Steven Katz                 | 2015                 | 2015                    |
| 19 | 9  | Do You Remember Moon Flower?           | Steven Soderbergh | Jack Amiel & Michael Begler | 2015                 | 2015                    |
| 20 | 10 | This Is All We Are                     | Steven Soderbergh | Jack Amiel & Michael Begler | 2015                 | 2015                    |